# Slobidka, Cosău
Slobidka (în ucraineană Слобідка) este o comună în raionul Cosău, regiunea Ivano-Frankivsk, Ucraina, formată numai din satul de reședință.

## Demografie
Componența lingvistică a comunei Slobidka
     Ucraineană (98,89%)
     Alte limbi (1,11%)
Conform recensământului din 2001, majoritatea populației comunei Slobidka era vorbitoare de ucraineană (98,89%), existând în minoritate și vorbitori de alte limbi.